# 李守義
李守义（?—?），唐朝宗室，唐高宗之孙，章怀太子李贤第三子。
永隆元年（680年），其父李贤被废太子之位。文明元年（684年）李贤遇害，他大哥李光顺封乐安郡王（安乐郡王），李守义封犍为郡王。垂拱四年（688年），李守义改封永安郡王（一说桂阳郡王），病卒。李光顺改封义丰郡王，天授年间被祖母武则天诛杀。他二哥李光仁（李守礼）活到了开元年间，封嗣雍王、邠王。先天年间，追封李光顺为莒王，李守义为毕王。